# Jean V (Patriarche d'Antioche)
Pour les articles homonymes, voir Jean V.
Jean V d'Antioche fut patriarche d'Antioche de l'Église jacobite du 28 août 936 au 3 juillet 953.